# 城关镇 (汝城县)
城关镇原属湖南省汝城县所辖镇，2012年4月撤销。以原城关镇、城郊乡、附城乡成建制合并设立卢阳镇。原城关镇、城郊乡、附城乡的行政区域为新设卢阳镇的行政区域，镇政府驻九龙大道。

## 行政区划
城关镇撤销前下辖4社区和1行政村，分别为文塔社区、濂溪社区、朝阳社区、九塘江社区、新井村。